# Herrenmühle (Rothenburg ob der Tauber)
Herrenmühle ist ein Gemeindeteil der Großen Kreisstadt Rothenburg ob der Tauber im Landkreis Ansbach (Mittelfranken, Bayern). Herrenmühle liegt in der Gemarkung Rothenburg ob der Tauber.

## Geografie
Die Einöde liegt an der Tauber. Ein Anliegerweg führt 60 Meter südlich zum Taubertalweg, der zur Lukasrödermühle (0,2 km westlich) bzw. zur Staatsstraße 1022 (0,15 km südöstlich) führt.

## Geschichte
Der Ort wurde 1340 als „Hagermühle“ erstmals urkundlich erwähnt. Sie wurde als Ölmühle genutzt, ab 1550 als Lohmühle, später als Getreidemühle.
Mit dem Gemeindeedikt im frühen 19. Jahrhundert wurde der Ort dem Steuerdistrikt und der Munizipalgemeinde Rothenburg ob der Tauber zugeordnet.
1970 wurde der Mühlbetrieb eingestellt. Seit 1991 wird sie zur Stromerzeugung genutzt. Das Mühlgebäude selbst wird heute als Pension mit Gästezimmern genutzt.

### Baudenkmal
- Taubertalweg 54: Herrenmühle, Mansarddachbau, im Kern 15. Jahrhundert, bezeichnet 1760; Nebengebäude mit Bauteilen des 14./15. Jahrhundert; Fachwerkscheune, 16. Jahrhundert; ehemaliges Bauernhaus, heute Scheune, Fachwerkteile, 15. Jahrhundert, nahe der Doppelbrücke; Mahleinrichtung der Mühle erhalten.[6]

### Einwohnerentwicklung
| Jahr      | 001818 | 001840 | 001871 | 001885 | 001900 | 001925 | 001950 | 001961 | 001970 | 001987 |
| Einwohner | 4      | 5      | 6      | 12     | 13     | 10     | 12     | 6      | 6      | *      |
| Häuser    | 1      | 1      |        | 2      | 2      | 1      | 1      | 1      |        | *      |
| Quelle    | [ 8 ]  | [ 9 ]  | [ 10 ] | [ 11 ] | [ 12 ] | [ 13 ] | [ 14 ] | [ 15 ] | [ 16 ] | [ 17 ] |

## Religion
Der Ort ist seit der Reformation evangelisch-lutherisch geprägt und bis heute nach St. Jakob (Rothenburg ob der Tauber) gepfarrt. Die Einwohner römisch-katholischer Konfession sind nach St. Johannis (Rothenburg ob der Tauber) gepfarrt.